# Nazionale maschile di calcio a 5 di Vanuatu
La nazionale di calcio a 5 di Vanuatu è, in senso generale, una qualsiasi delle selezioni nazionali di Calcio a 5 della Vanuatu Football Federation che rappresentano Vanuatu nelle varie competizioni ufficiali o amichevoli riservate a squadre nazionali.
Vanuatu è una delle nazionali storiche dell'Oceania, unica ad aver preso parte a tutte le edizioni della rassegna continentale, oltre ad aver organizzato le edizioni del 1996 e 1999 a Port Vila presso AIS Arena. Le Vanuatu non hanno mai ottenuto una qualificazione al campionato del mondo, tuttavia nel loro palmarès risultano un secondo posto nell'edizione casalinga del 1996 e quattro terzi posti. L'edizione in cui le Vanuatu sono andate più vicino alla vittoria finale è stata quella del 2008: sconfitte le Isole Salomone per 5-1 e agganciatele in classifica, veniva sconfitta inaspettatamente all'ultima giornata da Tahiti, giungendo solo terza nella classifica finale.
Nel 2009, l'inaspettata sconfitta nella gara di apertura con le Figi, e quella di misura con la Nuova Caledonia, ha relegato Vanuatu, sempre sul podio nelle cinque precedenti edizioni del torneo, alla finalina per il terzo posto, dove ha reincontrato la Nuova Caledonia sconfiggendola nettamente per 6-2 e riconquistando il gradino più basso del podio.

## Risultati nelle competizioni internazionali

### FIFA Futsal World Championship
- 1989 - non qualificata
- 1992 - non qualificata
- 1996 - non qualificata
- 2000 - non qualificata
- 2004 - non qualificata
- 2008 - non qualificata

### OFC Oceanian Futsal Championship
- 1992 - Terzo posto
- 1996 - Secondo posto
- 1999 - Terzo posto
- 2004 - Terzo posto
- 2008 - Terzo posto
- 2009 - Terzo posto